# Muzeul de Artă „Lucian Grigorescu”
Muzeul de Artă „Lucian Grigorescu” este un muzeu județean din Medgidia, amplasat în Aleea Trandafirilor nr. 1. 
Muzeul a funcționat în perioada 1964 - 1975 într-o clădire improprie. În anul 1975, muzeul s-a mutat în clădirea fostului liceu, devenind secție a Muzeului de Artă Constanța. Colecția are ca tematică pictura românească cu subiecte inspirate de peisajul dobrogean (Nicolae Tonitza, Gheorghe Petrașcu etc.) lucrări realizate de artiști dobrogeni (Lucian Grigorescu, Alexandru Ciucurencu, Ion Pacea, Ion Nicodim, Ion Bițan etc.), lucrări de sculptură semnate Ion Jalea, Boris Caragea etc., precum și peste 100 de lucrări de ceramică realizate în taberele de artă "Hamangia".
În anul 2005 a avut 25 de vizitatori și 201 în grupuri formate din elevi, în 2008 a avut 49 de vizitatori și 244 în grupuri de elevi, iar în anul închiderii, cinci vizitatori și 116 în grupuri de elevi. Cei 640 de vizitatori au adus un venit de 1.309 lei, în timp ce cheltuielile pentru luna iunie 2009 cu cei trei paznici, un supraveghetor și un referent au fost de 5.660 lei. Ca urmare, muzeul a fost închis.